# Rhynchospora rubra
Rhynchospora rubra är en halvgräsart som först beskrevs av João de Loureiro, och fick sitt nu gällande namn av Tomitaro Makino. Rhynchospora rubra ingår i släktet småag, och familjen halvgräs.

## Underarter
Arten delas in i följande underarter:
- R. r. africana
- R. r. rubra
- R. r. senegalensis